# Udham Singh Nagar (huyện)
Huyện Udham Singh Nagar là một huyện thuộc bang Uttarakhand, Ấn Độ. Thủ phủ huyện Udham Singh Nagar đóng ở Rudrapur. Huyện Udham Singh Nagar có diện tích 2912 ki lô mét vuông. Đến thời điểm năm 2001, huyện Udham Singh Nagar có dân số 1234548 người.